# عزرا بوزینگتون
عزرا بوزینگتون (به انگلیسی: Ezra Buzzington) بازیگر آمریکایی است.
از فیلم‌های معروف او می‌توان به بازی در فیلم آینه‌ها اشاره کرد.

## فیلم‌شناسی
- باشگاه مبارزه (فیلم) (۱۹۹۹)
- دنیای روح (۲۰۰۱)
- بگو اینطور نیست (۲۰۰۱)
- محرمانه مدرسه هنر (۲۰۰۶)
- تپه‌ها چشم دارند (۲۰۰۶)
- آرتیست (۲۰۱۱)
- Mohawk (۲۰۱۷)